# José de Falla Cobeña
José Manuel Pedro de Falla Cobeña (Perú, 27 de febrero de 1949) es un político peruano. Fue diputado por Cusco en el periodo 1990-1992.

## Biografía

### Diputado
Participó en las elecciones parlamentarias de 1990 como candidato a la Cámara de Diputados en representación del Cusco por el partido Cambio 90 y resultó elegido para el periodo parlamentario 1990-1995.
En su labor como diputado denunció la venta de niños peruanos a turistas extranjeros por 4000 o 5000 dólares.
El 5 de abril de 1992, su cargo fue disuelto debido al golpe de Estado decretado por el expresidente Alberto Fujimori.